# Premier Futsal
Premier Futsal é um torneio de Futsal disputado na Índia. O torneio foi criado pelos empresários indianos Abhinandan Balasubramanian, Dinesh Raj e Nithyashree Subban, sob a supervisão do magnata Xavier Britto e sua esposa, a filanthropista Vimala Britto.
O torneio, que teve sua primeira edição em 2016, ganhou destaque por conter vários jogadores de futebol, futsal e futebol freestyle famosos, como Falcão, Ryan Giggs, Séan Garnier, entre outros.
Falcão, do Futsal, foi um dos escolhidos para ser embaixador do torneio. Segundo ele, a competição funciona da seguinte maneira: "São seis times, sendo que cada time deve ser composto por 4 jogadores de futsal, três indianos, uma lenda do futebol e um jogador freestyle. Sempre tem que ter, em quadra, dois jogadores de futebol, um indiano e uma lenda do futebol/jogador freestyle. Essa é a regra. Todo mundo joga contra todo mundo, daí é semifinal e final. É uma grande ideia e tem tudo para ser muito legal".

## Edições
| Edição | Data Realização       | Equipe Campeã |
| ------ | --------------------- | ------------- |
| I      | 15 a 24 Julho de 2016 | Mumbai 5s     |